# ポマーリコ
ポマーリコ（イタリア語: Pomarico）は、イタリア共和国バジリカータ州マテーラ県にある、人口約4,100人の基礎自治体（コムーネ）。

## 地理

### 位置・広がり

#### 隣接コムーネ
隣接するコムーネは以下の通り。
- フェッランディーナ
- ミリオーニコ
- モンテスカリオーゾ
- ピスティッチ